# كفارة الظهار
الظهار هو: أن يشبِّه الرجل زوجته بامرأة محرمة عليه على التأبيد أو بجزء منها يحرم عليه النظر إليه كالظهر أو البطن أو الفخذ. كأن يقول لزوجته: أنتِ علي كأمي، أو أختي، أو بنتي ونحو ذلك. أو يقول: أنتِ علي كظهر أمي، أو كبطن أختي، أو كفخذ بنتي ونحو ذلك. أو يقول: أنتِ علي حرام كظهر أمي، أو كأمي، أو كبنتي ونحو ذلك. فإذا قال لها ذلك ولم يتبعه بالطلاق؛ صار عائدا، ولزمته الكفارة بهذا العود.

## أصل الظهار
كان أهل الجاهلية إذا كره أحدهم امرأته، ولم يُرِد أن تتزوج بغيره آلى منها أو ظاهر، فتبقى معلقة، لا ذات زوج، ولا خَلِيّة من الأزواج، وكان الظهار طلاقاً في الجاهلية.
فأبطل الإسلام هذا الحكم، وجعل الظهار محرماً للزوجة حتى يكفِّر زوجها كفارة الظهار؛ صيانة لعقد النكاح من العبث.

## حكمة إبطال الظهار
أباح الإسلام نكاح الزوجة، ومن حَرَّم نكاح زوجته فقد قال منكراً من القول وزوراً، فالظهار قائم على غير أصل، فالزوجة ليست أماً حتى تكون محرمة كالأم. وقد أبطل الإسلام حكم الظهار، فأنقذ الزوجة من الحرج والجور والظلم، وجعل عقوبة مَنْ فعله ثم عاد كفارة غليظة للزجر عنه.

## حكم الظهار
- الظهار محرم؛ لأنه منكر من القول وزور.

ويجب على من ظاهر من زوجته أن يكفر كفارة الظهار قبل الوطء، فإن وطئ قبل التكفير فهو آثم وعليه الكفارة، وعليه التوبة والاستغفار من قوله وفعله.
- 1- قال الله تعالى: في سورة المجادلة: ﴿قَدْ سَمِعَ اللَّهُ قَوْلَ الَّتِي تُجَادِلُكَ فِي زَوْجِهَا وَتَشْتَكِي إِلَى اللَّهِ وَاللَّهُ يَسْمَعُ تَحَاوُرَكُمَا إِنَّ اللَّهَ سَمِيعٌ بَصِيرٌ ۝١ الَّذِينَ يُظَاهِرُونَ مِنْكُمْ مِنْ نِسَائِهِمْ مَا هُنَّ أُمَّهَاتِهِمْ إِنْ أُمَّهَاتُهُمْ إِلَّا اللَّائِي وَلَدْنَهُمْ وَإِنَّهُمْ لَيَقُولُونَ مُنْكَرًا مِنَ الْقَوْلِ وَزُورًا وَإِنَّ اللَّهَ لَعَفُوٌّ غَفُورٌ ۝٢﴾.[1]

### أنواع الظهار
الظهار إما مؤقت أو مطلق مؤبد، ويختلف حكم انتهاء أحدهما عن الآخر :
- أ ـ إن كان الظهار مؤقتاً، كأن يقول الرجل لزوجته: ( أنت علي كظهر أمي يوماً أو شهراً أو سنة) ينتهي بانتهاء الوقت بدون كفارة عند الجمهور؛ لأن الظهار كاليمين يتوقت، وينتهي بانتهاء أجله، بعكس الطلاق لا يحله شيء فلا يتوقت.
- وقال المالكية: يبطل التأقيت ويتأبد الظهار، ولا ينحل إلا بالكفارة، قياساً على الطلاق، وإذا كان تحريم الطلاق لا يحتمل التأقيت، فكذا تحريم الظهار مثله.
- ب ـ وإن كان الظهار مؤبداً أو مطلقاً: فينتهي حكم الظهار أو يبطل بالاتفاق بموت أحد الزوجين، لزوال محل حكم الظهار، ولا يتصور بقاء الشيء في غير محله.
- ولا يبطل حكم الظهار عند الجمهور غير المالكية بالطلاق الرجعي أو البائن أو الثلاث، ولا بالردة عن الإسلام في قول أبي حنيفة، حتى لو تزوجت بزوج آخر، ثم عادت إلى الأول، فلا يحل له وطؤها بدون تقديم الكفارة؛ لأن الظهار قد انعقد موجباً حكمه وهو الحرمة، فيبقى على ما انعقد عليه، وهو ثبوت حرمة لا ترتفع إلا بالكفارة.
- أما عدم المطالبة بالكفارة فيتم بالموت أو بالفراق عند الجمهور غير الشافعية، فلو مات أحد المظاهرين، أو فارق الزوج زوجته قبل العود، فلا كفارة عليه، لقوله تعالى: سورة المجادلة:
- ﴿وَالَّذِينَ يُظَاهِرُونَ مِنْ نِسَائِهِمْ ثُمَّ يَعُودُونَ لِمَا قَالُوا فَتَحْرِيرُ رَقَبَةٍ مِنْ قَبْلِ أَنْ يَتَمَاسَّا ذَلِكُمْ تُوعَظُونَ بِهِ وَاللَّهُ بِمَا تَعْمَلُونَ خَبِيرٌ ۝٣﴾[2]
- فأوجب الكفارة بأمرين: ظهار وعود، فلا تثبت بأحدهما، ولأن الكفارة في الظهار كفارة يمين، فلا تجب الكفارة قبل الحنث كسائر الأيمان، والحنث فيها هو العود (أي العزم على الوطء).
- وقال الشافعي: متى أمسك الرجل المظاهر منها بعد ظهاره زمناً يمكنه طلاقها فيه، فلم يطلقها، فعليه الكفارة؛ لأن ذلك هو العود عنده.[3]

## الفرق بين الظهار واللعان والإيلاء
الظهار يشبه الإيلاء في أن كلاً منهما يمين تمنع الوطء، ويرفع منعه الكفارة.
والظهار يشبه اللعان في أنه يمين لا شهادة.

## أركان الظهار
للظهار أربعة أركان هي:
- المظاهِر: وهو الزوج،
- المظاهَر منها: وهي الزوجة.
- الصيغة: وهي ما يصدر من الزوج من ألفاظ تدل على الظهار.
- المشبه به: وهي كل من يحرم وطؤها على التأبيد كالأم ونحوها.

### أحوال الظهار
للظهار صور عديدة كما يلي:
1. يصح الظهار منجزاً كقول الزوج لزوجته: أنت علي كظهر أمي.
2. ويصح الظهار معلقاً كقوله: إذا دخل رمضان فأنت علي كظهر أمي.
3. ويصح الظهار مطلقاً كقوله: أنت علي كظهر بنتي.
4. ويصح الظهار مؤقتاً كقوله: أنت علي كظهر أختي في شعبان.
5. فإذا كان الظهار معلقاً أو منجّزاً، فلا يحل له أن يجامعها حتى يكفر كفارة الظهار، وإن كان الظهار معلقاً أو مؤقتاً، فإذا مضى الوقت زال الظهار، وحلت المرأة بلا كفارة، فإن وطئها في المدة لزمته الكفارة.

### أثر الظهار
إذا ظاهر الرجل من امرأته ترتب عليه أمران:
- الأول: حرمة وطء الزوجة حتى يكفر كفارة الظهار.

وكذلك يحرم عليه المسيس والتقبيل والمعانقة ونحو ذلك من مقدمات الجماع.
- الثاني: وجوب الكفارة بالعَود وهو العزم على الوطء، فإذا وطئ المظاهر امرأته قبل أن يكفر، استغفر الله تعالى من ارتكاب الإثم، وامتنع من الاستمتاع بزوجته حتى يكفر.

قال الله تعالى: سورة المجادلة: ﴿وَالَّذِينَ يُظَاهِرُونَ مِنْ نِسَائِهِمْ ثُمَّ يَعُودُونَ لِمَا قَالُوا فَتَحْرِيرُ رَقَبَةٍ مِنْ قَبْلِ أَنْ يَتَمَاسَّا ذَلِكُمْ تُوعَظُونَ بِهِ وَاللَّهُ بِمَا تَعْمَلُونَ خَبِيرٌ ۝٣﴾ [المجادلة:3].

### خصال كفارة الظهار مثل خصال كفارة اليمين، خصال كفارة الظهار
1. عتق رقبة مؤمنة، قبل التماس،
2. صيام شهرين متتابعين قبل التماس كذلك
3. إطعام ستين مسكينا فخصال كفارة الظهار على الترتيب، بمعنى أنه لا يجوز له أن ينتقل إلى الصيام إلا إذا عجز عن الرقبة ولا ينتقل إلى الإطعام إلا إذا عجز عن الصيام.[5]

### تعدد الكفارة بتعدد الظهار
إذا ظاهر الرجل من أربع نسوة له، فعليه عند الحنفية والشافعية في الجديد كما تقدم أربع كفارات، سواء ظاهر منهن بأقوال مختلفة، أو بقول واحد؛ لأن الظهار وإن كان بكلمة واحدة، فإنه يتناول كل واحدة من النساء وحدها، فصار مظاهراً من كل واحدة منهن، وبما أن الظهار تحريم لا يرتفع إلا بالكفارة، فإذا تعدد التحريم تتعدد الكفارة.
وليس عليه أكثر من كفارة واحدة، أو يجزئ واحدة إذا كان مظاهراً بكلمة واحدة عند المالكية والحنابلة؛ لأن الظهار كالإيلاء في التحريم، وفي الإيلاء لا يجب إلا كفارة واحدة، ولأنه كاليمين بالله تعالى، والحنث باليمين على أمر متعدد لا يوجب إلا كفارة واحدة، ولأن الكفارة تمحو إثم الحنث، والكفارة الواحدة تحقق المراد.
أما إن ظاهر من نسائه بكلمات فقال لكل واحدة: أنت علي كظهر أمي، فإن كل كلمة تقضي كفارة ترفعها وتكفر إثمها، فتتعدد الكفارة بتعدد الظهار من كل امرأة؛ لأنها أيمان متكررة على أعيان متفرقة، فكان لكل واحدة كفارة، كما لو كفر ثم ظاهر.
والراجح لدي هو الرأي الأول؛ لأن محل الظهار تعدد، فتتعدد الكفارة.
وأما تعدد الكفارة بتعدد الظهار، كأن ظاهر من زوجته مراراً، فاختلف فيه الفقهاء أيضاً :
فرأى الحنفية: إن كرر الظهار في مجلس واحد، فكفارته واحدة، وإن كان في مجالس فكفارات، كبقية الأيمان، ولأنه قول يوجب تحريم الزوجة، فإذا نوى الاستئناف، تعلق بكل مرة حكم حالها كالطلاق.
ورأى المالكية والحنابلة في ظاهر المذهب والأوزاعي: إذا ظاهرالرجل من زوجته مراراً فلم يكفر، فكفارة واحدة؛ لأن المرأة قد حرمت بالقول الأول، فلم يزد القول الثاني في تحريمها، ولأن الظهار لفظ يتعلق به كفارة، فإذا كرره كفاه كفارة واحدة كاليمين بالله تعالى.
وذهب الشافعي في الجديد: إلى أن من حلف أيماناً كثيرة، فإن أراد تأكيد اليمين، فكفارة واحدة، وإن نوى الاستئناف فكفارتان في الأظهر.